# Chrysopa bandrensis
Chrysopa bandrensis är en insektsart som först beskrevs av Navás 1929.  Chrysopa bandrensis ingår i släktet Chrysopa och familjen guldögonsländor. Inga underarter finns listade i Catalogue of Life.